# Stanisław Przybylski
Stanisław Przybylski (ur. 1 stycznia 1931 w Sosnowcu, zm. 1 stycznia 2010 we Wrocławiu) – polski pięcioboista, matematyk, olimpijczyk z Rzymu 1960.

## Życiorys
Karierę sportową (lata 1946-1960) rozpoczynał od lekkiej atletyki (biegi przez płotki, biegu na 800 metrów). Uznawany za jednego z najzdolniejszych pięcioboistów pierwszych lat powojennych.
Indywidualny mistrz Polski w latach 1956, 1957, 1959, 1960.
Uczestnik Mistrzostwa świata w pięcioboju nowoczesnym w roku 1957 w których zajął 25. miejsce indywidualnie i 10. miejsce w drużynie oraz w roku 1958, gdzie zajął 19. miejsce indywidualnie i 11. w drużynie.
Na igrzyskach olimpijskich w 1960 roku zajął 7. miejsce indywidualnie i 5. miejsce w drużynie (partnerami byli: Kazimierz Mazur i Jarosław Paszkiewicz.
Odznaczony m.in. Złotym Krzyżem Zasługi.
Pochowany na Cmentarzu Grabiszyńskim we Wrocławiu (Pole 9B, Grób:30).